# Al-Karkh SC Bagdad
L'Al-Karkh SC Bagdad (àrab: نادي الكرخ التربوي, Nādī al-Karẖ at-Tarbawī, ‘Club Educatiu d'al-Karkh’) és un club de futbol iraquià del barri d'al-Karkh, a la ciutat de Bagdad. El club va ser fundat l'any 1963 amb el nom d'Al Rasheed. L'any 1991 adoptà el nom d'Al-Karkh.

## Palmarès
- Lliga iraquiana de futbol:[1]
  - 1987, 1988, 1989 com Al Rasheed
- Copa iraquiana de futbol:[2]
  - 1987, 1988 com Al Rasheed
- Lliga de Campions aràbiga de futbol:

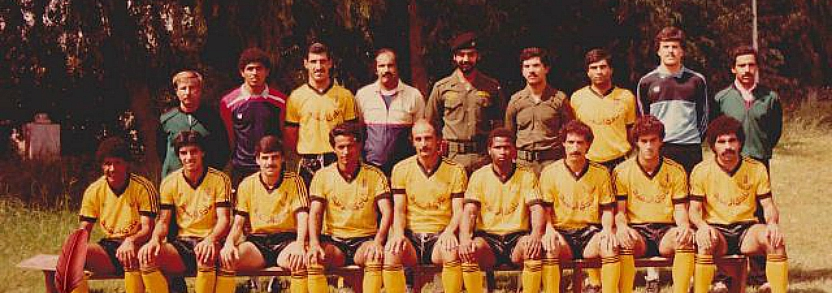
Al-Rasheed la temporada 1984-85.

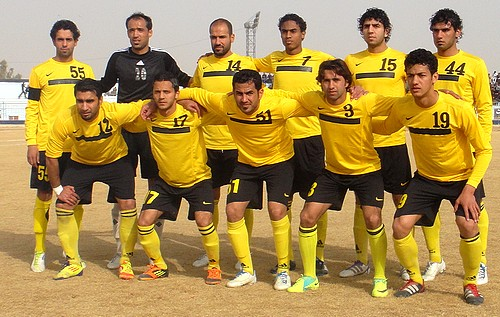
Al-Karkh la temporada 2011-12.

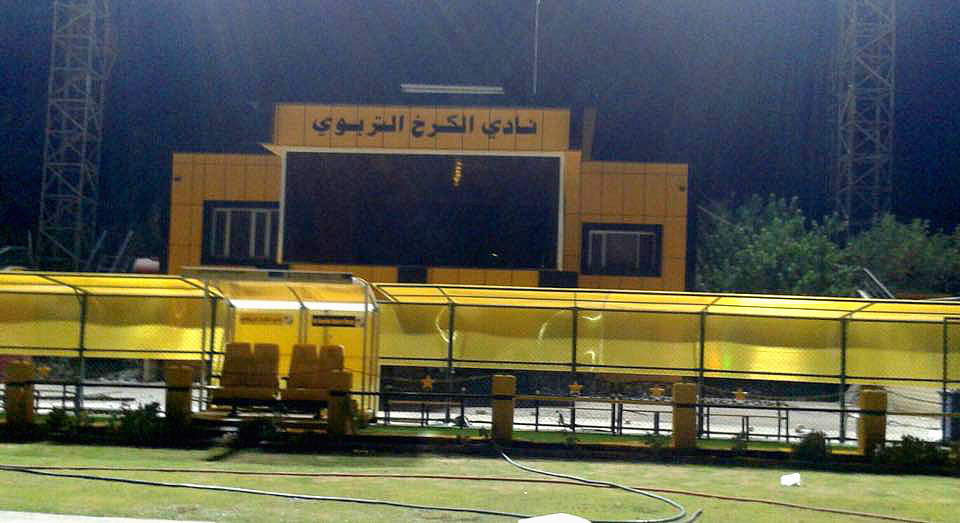
Estadi Al-Saher Ahmed Radhi de nit l'any 2014.

  - 1985, 1986, 1987 com Al Rasheed